# Nécropole étrusque de San Rocco
La nécropole étrusque de San Rocco est un ancien site étrusque situé à 2 km de la ville de Sorano, en Toscane.

## Description
Il prend son nom d'une chapelle du XVIIIe siècle dédié à saint Roch, construite sur un coteau de tuf de la vallée de la Lente (Area del Tufo).
Le site comprend des tombes a camera datant des IIIe et IIe siècles av. J.-C. creusées dans les flancs abrupts du versant ouest.
Il devient ensuite un habitat rupestre à diverses destinations dont une structure de type colombarium à niches carrées, avec  une Via Cava qui permet de rejoindre le centre de la ville.